# Søren Pape Poulsen
Søren Pape Poulsen (født 31. december 1971 i København, død 2. marts 2024 i Odense), ofte blot kaldt Søren Pape, var en dansk politiker, der fra 2014 og frem til sin død i 2024 var formand og politisk leder for Det Konservative Folkeparti. Han blev første gang valgt ind i Folketinget i 2015 og sad som folketingsmedlem frem til sin død. Desuden var han justitsminister i perioden 2016-2019 i regeringen Lars Løkke Rasmussen III.
Søren Pape var borgmester i Viborg Kommune 2010-2014. Han forlod borgmesterposten, da han overtog posten som politisk leder efter Lars Barfoed i august 2014.
Søren Pape døde 2. marts 2024 som følge af en hjerneblødning.

## Baggrund og tidlig karriere
Pape Poulsen blev født i 1971 på Rigshospitalet, og han blev som spæd adopteret af landmandsparret Svend og Ruth Poulsen fra Vejerslev ved Thorsø. Pape Poulsen gik på Tungelundskolen i Thorsø og tog en to-årig erhvervsuddannelse som speditør fra Grundfos i Bjerringbro i 1992, hvorefter han påbegyndte læreruddannelsen ved Ribe Statsseminarium, som han dog ikke færdiggjorde. Han har været menighedsrådsformand i to perioder i Bjerring Sogn.
Pape Poulsen var efter endt uddannelse ved Grundfos ansat som speditør i både Billund og Aarhus Lufthavne. Senere blev Pape Poulsen ansat som lærer ved Bøgeskovskolen i Bjerringbro og siden i en deltidsstilling som leder af ungdomsskolen i den daværende Bjerringbro Kommune.
I forbindelse med kommunalreformen i 2007 blev han ansat som afdelingsleder ved Viborg Ungdomsskole – en stilling, som han tog orlov fra samme dag, så han kunne hellige sig arbejdet som formand for Viborg Kommunes børne- og ungeudvalg, mens han fortsat fungerede som lærervikar på nedsat tid ved Bøgeskovskolen i Bjerringbro.

## Politisk karriere

### Kommunalpolitik
Pape Poulsen meldte sig ind i Konservativ Ungdom (KU) i 1987 og stiftede efterfølgende en lokalafdeling af KU i Thorsø. Han stillede op til kommunalbestyrelsen i den daværende Bjerringbro Kommune ved valget i 2001 og blev valgt ind som et af tre medlemmer; partiet gik et mandat frem ved valget. Han blev i 2005 genvalgt til det, der i forbindelse med kommunalreformen blev til sammenlægningsudvalget for den kommende Viborg Kommune.
Borgmesteren i Viborg Kommune, Johannes Stensgaard (A), meddelte, at han ikke ønskede at genopstille ved valget i 2009. Socialdemokratiet og Venstre stillede også med borgmesterkandidater, men kunne dårligt samle flertal alene. Resultatet bliver derfor, at Pape Poulsen efter valget indgik en utraditionel konstitueringsaftale med Socialdemokratiet, Socialistisk Folkeparti og Dansk Folkeparti. Dermed overtog han borgmesterposten pr. 1. januar 2010. Pape Poulsen fik tredjeflest personlige stemmer med 3.244, overgået af Karin Gaardsted (A) med 6.561 stemmer og Ib Bjerregård (V) med 5.050 stemmer. Karin Gaardsted var 1. viceborgmester til hun forlod byrådet efter at være valgt til Folketinget i 2011, hvorefter Per Møller Jensen overtog viceborgmesterposten.
Ved valget i 2013 fordoblede han sit personlige stemmetal til 6.566, som var det højeste antal personlige stemmer i Viborg. Han fortsatte som borgmester med Nina Hygum (Venstre) som 1. viceborgmester efter en konstitueringsaftale som omfattede alle partier i byrådet.
I sin tid som borgmester var Pape Poulsen medlem af Kommunernes Landsforenings (KL) bestyrelse og formand for KL's Internationale Udvalg.
Efter at Pape overtog posten som politisk leder af Det Konservative Folkeparti den 7. august 2014, overtog hans partifælle Torsten Nielsen borgmesterposten i Viborg Kommune. Ved valget i 2017 overtog Venstres Ulrik Wilbek posten, som han genvandt i 2021.

### Landspolitik

#### Formand for Det Konservative Folkeparti
Den 6. august 2014 trådte Lars Barfoed tilbage som formand for Det Konservative Folkeparti, og dagen efter blev Søren Pape Poulsen præsenteret som ny politisk leder af partiet på et pressemøde i Bibliotekshaven ved Christiansborg. Pape blev efterfølgende valgt som partiformand på partiets landsråd i september 2014.

#### Folketingsmedlem
Ved folketingsvalget 2015 den 18. juni var Pape opstillet i Vestjyllands Storkreds og modtog 11.565 personlige stemmer. Det var nok til et tillægsmandat i storkredsen, og Pape kom i Folketinget. Pape fik 72,61 % af partiets personlige stemmer i storkredsen, hvilket var den største procentdel blandt alle partiers kandidater ved valget. Ved folketingsvalget 2019 fik han 22.223 personlige stemmer og et kredsmandat i samme storkreds.

#### Minister
Da Venstre gik i regering med Liberal Alliance og Det Konservative Folkeparti i november 2016, fik Pape Poulsen posten som justitsminister efter Søren Pind. Han beholdt denne post i hele regeringens levetid, indtil den i juni 2019 blev afløst af regeringen Mette Frederiksen.
Som justitsminister gjorde Pape sig bemærket som en retspolitisk strammer, der fik hævet strafferammerne for både personfarlig og økonomisk kriminalitet og sørgede for ringere forhold for de indsatte i danske fængsler, blandt andet da han i 2017 forbød landets fængsler at give de indsatte julegaver. Pape udtalte også, at man ikke bør forsøge at resocialisere rocker- og bandekriminelle, og at hårdere straffe kan være et mål i sig selv, selvom det ikke nedbringer kriminaliteten.
I 2018 blev han dekoreret med kommandørkorset af Dannebrogordenen.

#### Statsministerkandidat
På et pressemøde den 15. august 2022 annoncerede Pape Poulsen, at han gerne ville være statsminister efter det kommende folketingsvalg. Han blev dermed den anden statsministerkandidat i blå blok, idet Venstres formand Jakob Ellemann-Jensen i forvejen havde meldt sit kandidatur. Annonceringen kom efter en længere periode siden forrige folketingsvalg med gode meningsmålinger til Det Konservative Folkeparti, hvor De Konservative ofte lå over Venstre.
Ved folketingsvalget 2022 fik Det Konservative Folkeparti 10 mandater og Venstre 23, hvorefter Pape pegede på Ellemann som kongelig undersøger.

## Kontroverser

### Viborg FF-sagen
Statsforvaltningen, den daværende tilsynsmyndighed for kommunerne, udtalte i 2014 kritik af Viborg Kommune i to sager, som Søren Pape som borgmester var ansvarlig for. I marts 2014 kritiserede tilsynsmyndigheden forløbet, hvor kommunen med Pape i spidsen i 2010 havde solgt navnerettighederne til Viborg Stadion til fodboldklubben Viborg FF for 50.000 kroner årligt over fem år, hvorefter kommunen året efter gennem det kommunalt ejede energiselskab Energi Viborg købte navneretten tilbage igen fra fodboldklubben for tre millioner kroner over tre år. Statsforvaltningen vurderede, at beslutningen blev taget for at give fodboldklubben en økonomisk håndsrækning, hvilket ikke er lovligt. Under navnet "stadionsagen" fik sagen omfattende dækning i de landsdækkende aviser i august 2014, da Pape blev valgt til konservativ partiformand.
I november 2014 kritiserede Statsforvaltningen på ny kommunens ageren i forhold til Viborg FF - denne gang, fordi kommunen i 2010 havde betalt fodboldklubben 250.000 kr. for en reklameaftale, uden at kommunen på forhånd havde sikret sig, at beløbet svarede til markedsprisen.

## Død
Fredag den 1. marts 2024 blev Søren Pape Poulsen ramt af en hjerneblødning under et hovedbestyrelsesmøde i Det Konservative Folkeparti på Hotel Skibelund Krat i Vejen. Ifølge partiets generalsekretær Søren Vandsø var han ved at orientere partiet om ældre- og udenrigspolitik, da han pludselig gik i stå. Ifølge Vandsø var det sidste, Pape oplevede, et bifald fra sine partifæller. Mette Abildgaard, politisk ordfører i Det Konservative Folkeparti, har forklaret på det sociale medie X, at hun ringede 112 kl. 17:26, hvorefter Pape blev kørt til Odense Universitetshospital. Dagen efter, den 2. marts kl. 13:13 blev der slukket for hans respirator, da det stod klart at hans liv ikke var til at redde. Han blev 52 år gammel.

### Reaktioner
Politikere i Danmark og udlandet sendte kondolence-hilsener, hvor ordet ordentlighed og venlighed gik igen. Borgere i Viborg satte lys og blomster ved Papes bolig på Salomon Gerbers Gård i Sct. Mogens Gade. Folketinget holdt en mindehøjtidelighed med tale af formanden, sangen "Du kom med alt det der var dig" og 1 minuts stilhed tirsdag 12. marts. Da partiet holdt ekstraordinært landsråd 21. april 2024 for at vælge Juul, blev Pape mindet af flere af partiets talere, og også af indbudte formand for SF Pia Olsen Dyhr.

### Bisættelse
Han blev bisat den 9. marts fra Viborg Domkirke, hvor biskop over Viborg Stift, Henrik Stubkjær, forestod ceremonien. I kirken var der deltagelse af blandt andre statsminister Mette Frederiksen, udenrigsminister Lars Løkke Rasmussen, Folketingets formand Søren Gade, samt lederne fra de politiske partier. Kongeparret Frederik 10. og Dronning Mary havde sendt en krans. Der var 800 personer tilstede i Viborg Domkirke, hvor de 350 var specielt indbudte, og i alt 2000 mennesker til afsked i byen. DR1 og TV 2 sendte direkte fra ceremonien. Efter bisættelsen gjorde rustvognen holdt til klapsalver ved Søren Papes bolig på Sct. Mogens Gade, Politigården i Viborg, Viborg Stadion og Viborg Rådhus.
Urnen blev 8. april nedsat på kirkegården ved Bjerringbro Kirke.

## Privatliv
Søren Pape Poulsen var homoseksuel samt aktivt troende kristen. Han har været menighedsrådsformand i to perioder i Bjerring Sogn. Han var Danmarks første erklærede homoseksuelle partileder.
Pape Poulsen blev gift med Josué Medina Vásquez i december 2021 efter at have kendt ham siden 2013 og været forlovet siden 2015. I september 2022 annoncerede Pape, at parret skulle skilles. Bruddet kom oven på en periode, hvor det var kommet frem at Vázquez hverken var jødisk eller var i familie med præsidenten for Dominikanske Republik, som han havde påstået, og som Pape Poulsen også havde talt om offentligt.
Pape Poulsen boede frem til 2016 i Bjerringbro, men flyttede herefter til Salomon Gerbers Gård overfor Viborg Domkirke. Pape Poulsen havde sommerhus i Trend ved Limfjorden, som afslappende modsætning til de høje krav i dansk politik.